# Цзян Цзяи
Цзян Цзяи́ (кит. упр. 姜嘉怡, пиньинь Jiang Jiayi; род. 20 марта 2001, Пекин) — китайская кёрлингистка.
В составе женской сборной Китая бронзовый призёр чемпионата мира 2025 и Панконтинентального чемпионата 2024, чемпионка зимней Универсиады 2023, серебряный призёр зимних Азиатских игр 2025.
В «классическом» кёрлинге (команда из четырёх человек одного пола) в основном играет на позиции первого.

## Достижения
- Чемпионат мира по кёрлингу среди женщин: бронза (2025).
- Панконтинентальный чемпионат по кёрлингу: бронза (2024).
- Зимняя Универсиада: золото (2023).
- Зимние Азиатские игры: серебро (2025).

## Команды
| Сезон   | Четвёртый | Третий    | Второй     | Первый       | Запасной                           | Турниры                       |
| ------- | --------- | --------- | ---------- | ------------ | ---------------------------------- | ----------------------------- |
| 2018—19 | Хань Юй   | Цзян Цзяи | Zhao Ruiyi | Shang Yining | Ding Yuexin тренер: Perry Marshall | ЧМЮ 2019 (4 место)            |
| 2022—23 | Хань Юй   | Дун Цзыци | Zhu Zihui  | Цзян Цзяи    | Ren Haining тренер: Yu Zuojun      | ЗУ 2023                       |
| 2024—25 | Ван Жуй   | Хань Юй   | Дун Цзыци  | Цзян Цзяи    | Су Тинъюй тренер: Цзан Цзялян      | ПКЧ 2024 · ЗАИ 2025 · ЧМ 2025 |

(скипы выделены полужирным шрифтом)